# Силикатная
Силика́тная — железнодорожная станция первого класса и остановочный пункт Курского направления Московской железной дороги в 36 км к югу от Курского вокзала.
Силикатная является станцией только по III, IV главным путям (для грузовых поездов). I, II пути не относятся к станции и относятся к перегону Щербинка — Подольск. Остановочный пункт Силикатная с двумя пассажирскими платформами для электропоездов находится на I, II путях в километре южнее станции.
Станция находится на территории Новомосковского округа Москвы (район Щербинка). Остановочный пункт расположен южнее на северной окраине города Подольска Московской области.
Входит в состав линии МЦД-2 Московских центральных диаметров.

## Станция
Для грузовой работы используется три приёмоотправочных пути (№№ 5, 6, 7), 7 путь открыт в рамках реконструкции станции в 2018, в 2019 году пути 5, 6 были удлинены в северной горловине станции для приема и отправления контейнерных поездов. III и IV главные пути часто используются для остановки сборных и контейнерных поездов в адрес контейнерного терминала станции. К станции примыкает обширная сеть подъездных путей, обслуживаемых Подольским ППЖТ, основное путевое развитие юго-восточнее в Подольске.
С 1 июня 2018 года в связи с ростом объёмов грузовой работы присвоен первый класс. Персонал — 39 железнодорожников.

## Остановочный пункт
Состоит из двух боковых высоких платформ. Находится в 50 минутах езды от Курского вокзала, в 22—24 минутах езды от станции Царицыно (ближайшая станция с выходом к метро), в 5 минутах езды от станции Подольск.
К западу от платформы — новый микрорайон Силикатная-2 Подольска, новостройки. К северо-западу (налево по переходу) — Рязановское шоссе, которое ведёт к посёлку Знамя Октября. К юго-востоку — улицы Московская, Тепличная, Подольская, Профсоюзная, чуть дальше — проезд Авиаторов.
К востоку от платформы (направо по переходу и далее — переход подъездные пути и выход на проспект Юных Ленинцев города Подольска, который является частью Варшавского шоссе. К югу вдоль железнодорожных путей в 500 м — автомобильный мост через ж/д в районе Цементного проезда, чуть дальше к юго-востоку — Подольский домостроительный комбинат.
В 2012 году проведена реконструкция обеих платформ, построены турникетно-кассовые павильоны и возведён пешеходный мост между платформами.
В июле 2019 года начался ремонт пассажирских платформ №1 и №2. Выполнение работ с III по IV квартал 2019 год.

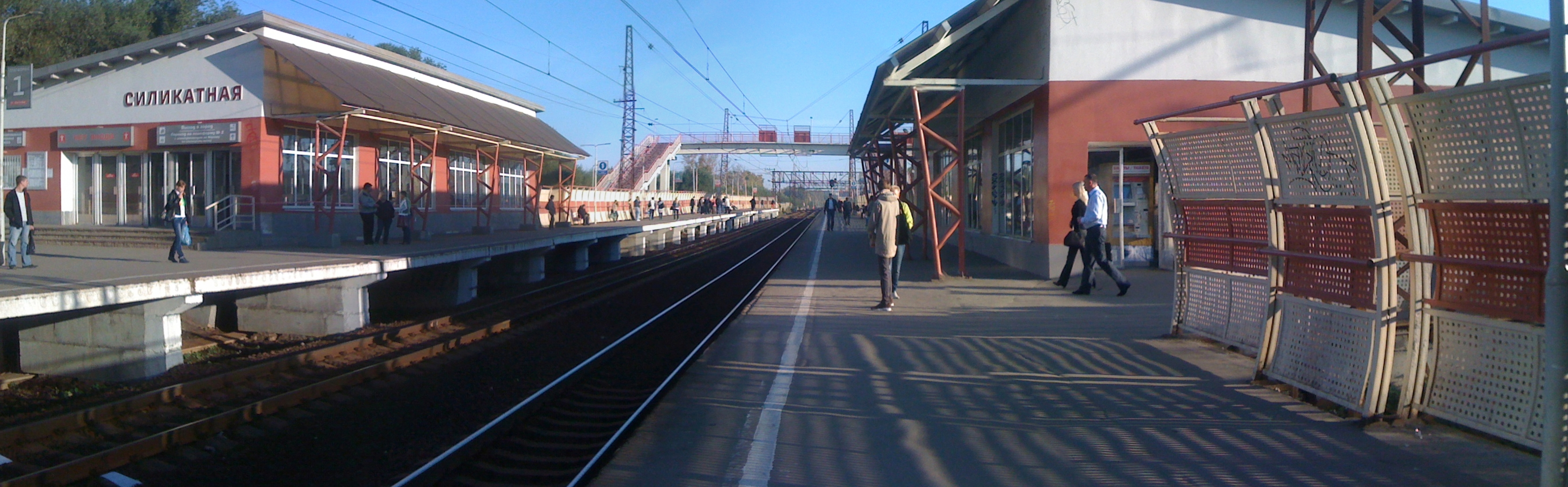
Панорама платформ (слева платформа "От Москвы", справа — "На Москву")

## Галерея

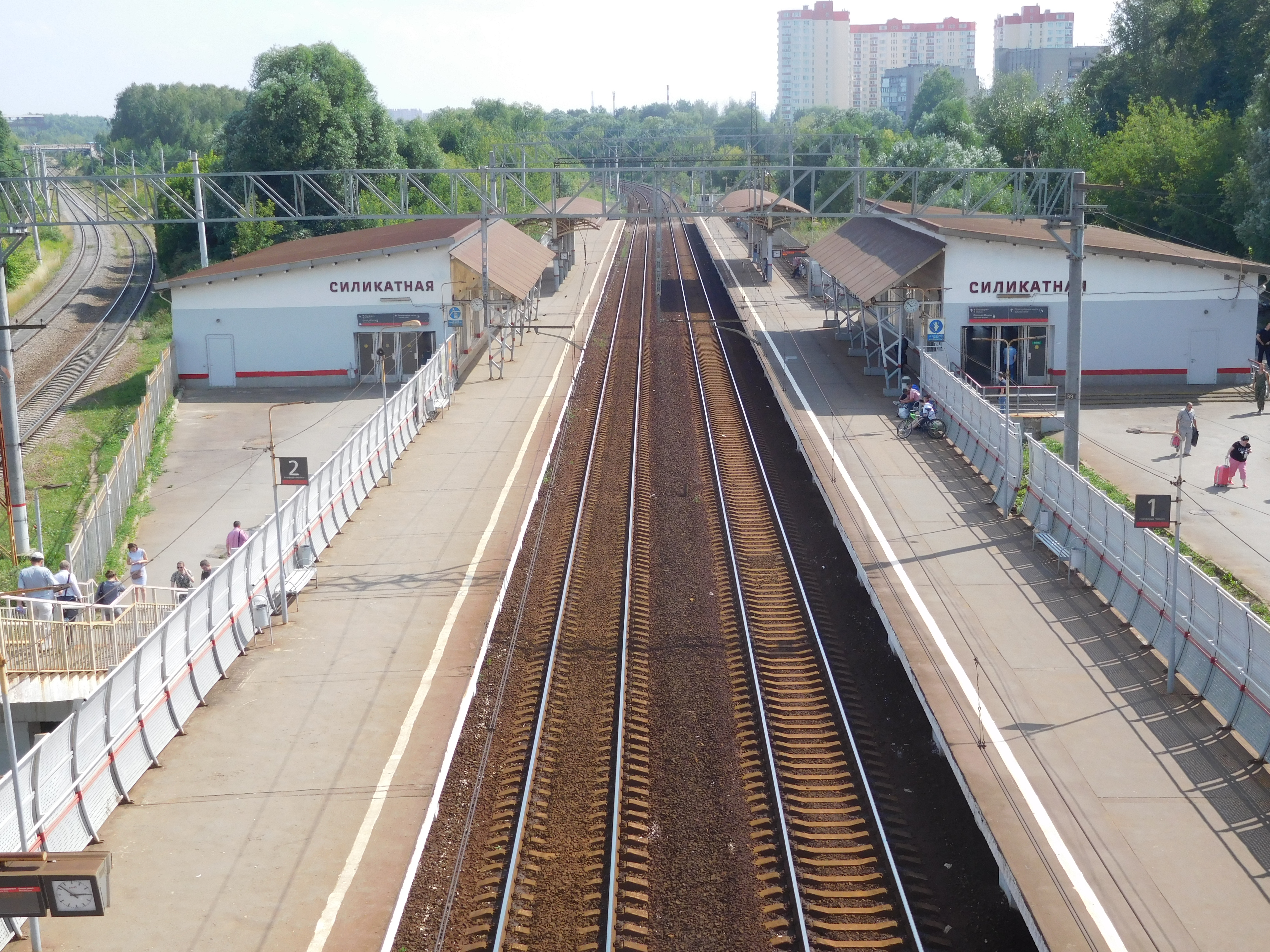
Станция Силикатная в 2018 году. Слева третий и четвёртый главные пути для грузового движения
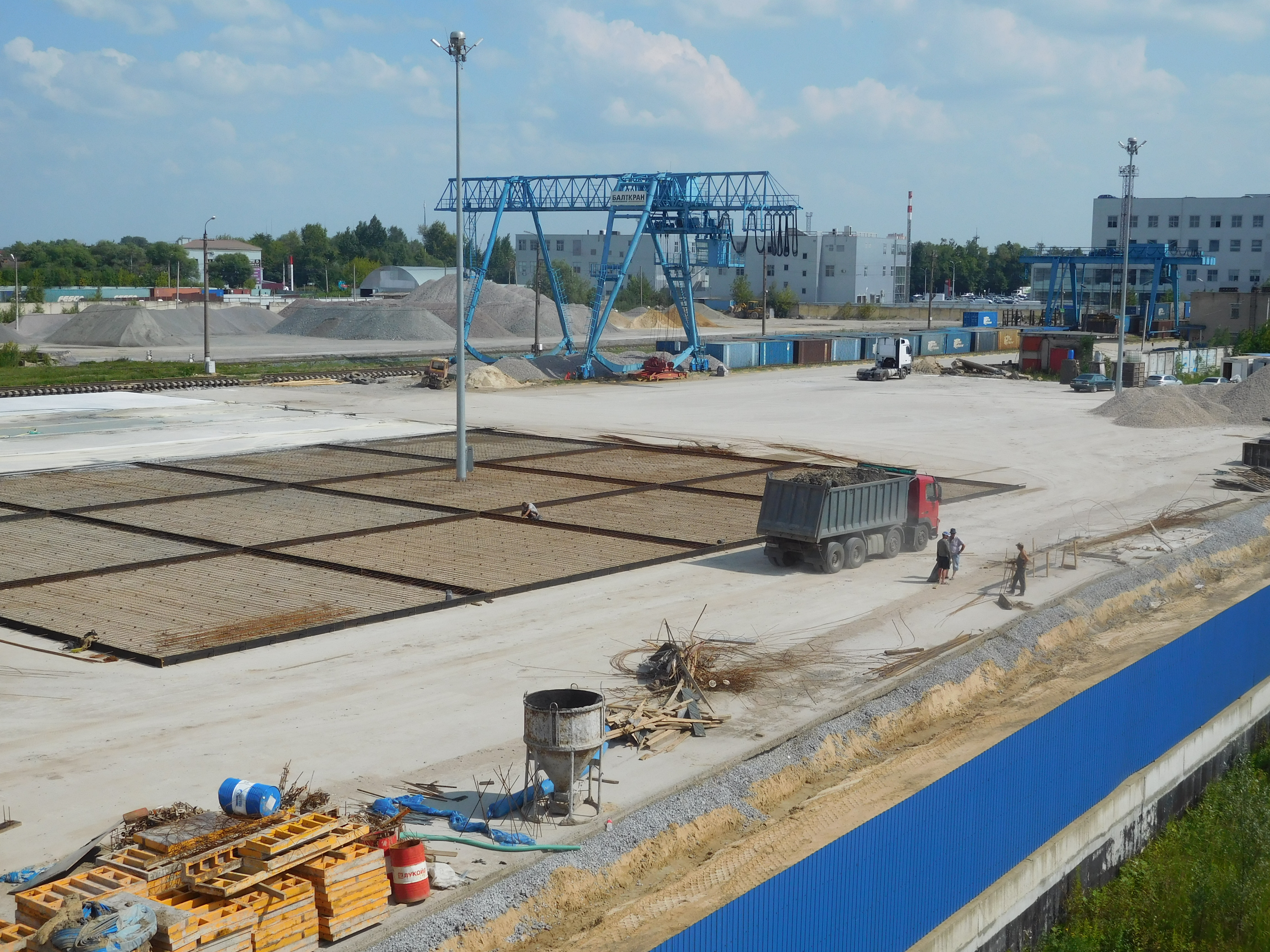
Контейнерная площадка
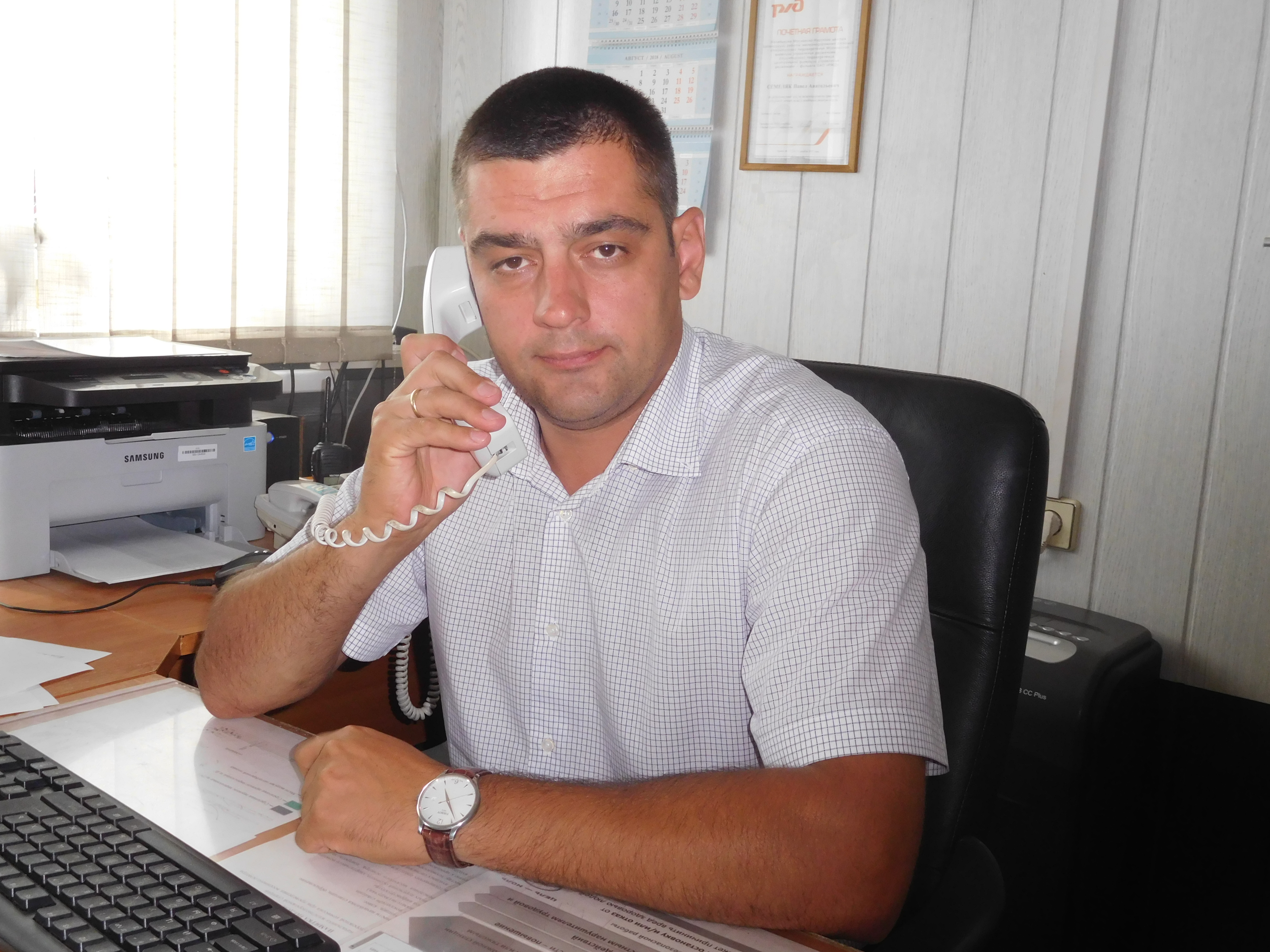
Начальник станции Силикатная c 2017 года Павел Семеляк
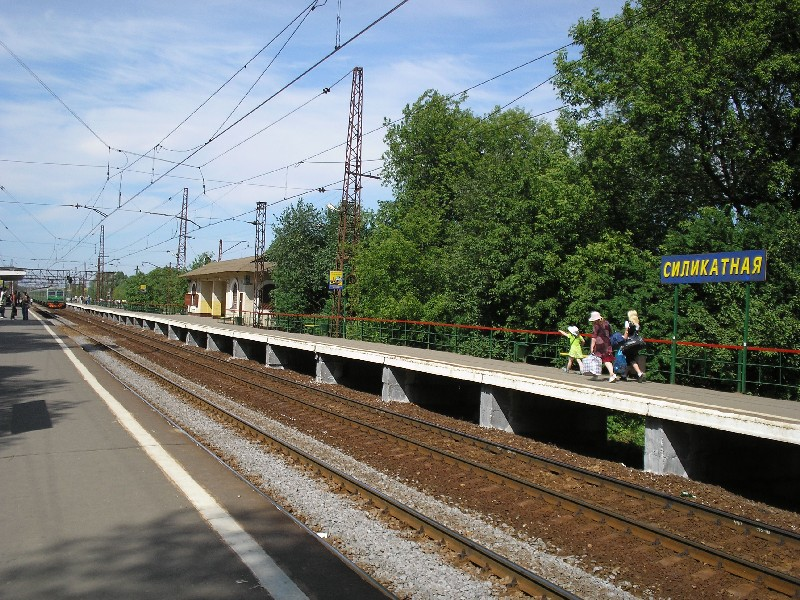
Платформа и павильон (2007)
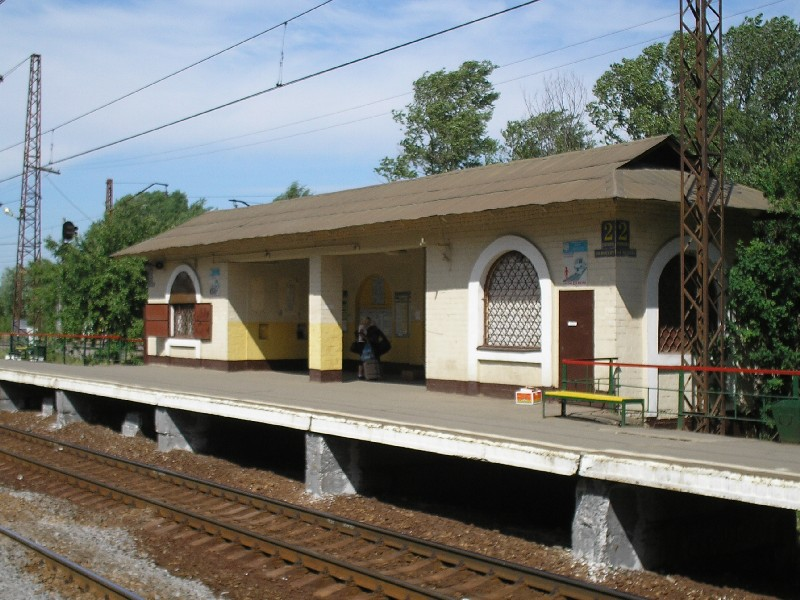
Павильон и билетная касса (5 июня 2007)